# Joe Madureira
Joe Madureira (llamado Joe Mad), es un creador escritor / artista de libros de historietas y videojuegos, conocido por su trabajo en Marvel Comics 'Uncanny X-Men, la creación de su propio cómic Battle Chasers y diversos videojuegos, tal es el caso de Darksaiders y el videojuego de Battle Cheasers.
El estilo de Madureira combina sus influencias de cómics occidentales con el manga japonés, y ha sido reconocido por ayudar a la influencia de este último en la industria estadounidense del cómic.

## Primeros años
Madureira asistió a la Escuela Superior de Arte y Diseño de Manhattan.

## Carrera
A los 16 años, cuando aún estaba en la escuela secundaria, ingresó a Marvel Comics como interno, [6] trabajando para el editor Danny Fingeroth. Su primer trabajo publicado fue una historia de ocho páginas para la antología Marvel Comics Presents series, protagonizada por Northstar. Se convirtió en el dibujante regular de Uncanny X-Men en 1994, haciendo ilustraciones para «Age of Apocalypse».
Dejó Uncanny X-Men en 1997 para trabajar en su serie cómic sword and sorcery llamada Battle Chasers para el creador y dueño de los cómics de Wildstorm Cliffhanger (antes de que fuera vendida a DC Comics).
Madureira produjo un total de nueve ediciones en cuatro años (publicando de dos a tres por año), un ritmo por el cual fue criticado. Canceló Battle Chasers # 10, y colocó la serie en hiato indefinido después de formar una compañía de desarrollo de juegos llamado Tri-Lunar con Tim Peterson Donley y Greg.
Con Tri-Lunar, creó el Arte Concpetual de un juego Llamado Dragonkind el cual fue cancelado cuando Tri-Lunar salió del Negocio. Entonces comenzó a Trabajar Para Realm Interactive, otra empresa que recién iniciaba en Trade Wars: Dark Millennium. Cuando Realm Interactive fue adquirida por NCsoft, Madureira continuó colaborando con el juego a la vez que este se convirtiera en Exarch, y finalmente saliera a la
venta como Dungeon Runners. Como director creativo en THQ, ayudó a desarrollar el juego Darksiders, incluyendo el diseño de los personajes del juego y configuración, y Joe Kelly escribió el Guion del Juego.
Madureira regresó a la industria del cómic como artista en Marvel The Ultimates 3, con el escritor Jeph Loeb. El segundo número se publicó en enero de 2008, el tercer número fue publicado el 20 de febrero de 2008. Ultimates 3 # 4 se publicó el 25 de junio de 2008.
En julio de 2007, el juego de Vigil Games: Darksiders fue anunciado, Joe Madureira fue el director creativo. Se basa en «Guerra», uno de los Cuatro Jinetes del Apocalipsis, en su búsqueda para descubrir quién prematuramente desencadenó el Apocalipsis. [9] Fue lanzado en Xbox 360 y PlayStation 3 el 5 de enero de 2010. [10]
Madureira también ha diseñado portadas para Marvel Super Héroes de Capcom en la saga Saturn and Sony de PlayStation, y para el juego de PlayStation Gekido: Urban Fighters.[11]
El 13 de junio de 2011 se anunció en el blog en vivo de Marvel.com que iba a encargar del trabajo artístico en una nueva serie escrita por Zeb Wells titulada Avenging Spider-Man.

## Vida personal
Madureira tiene una hija, nacida a finales del 2000.